# Ronde van Italië 2022/Vijfde etappe
De vijfde etappe van de Ronde van Italië 2022 werd verreden op woensdag 11 mei van Catania naar Messina. Het betrof een vlakke etappe over 172 kilometer.

## Uitslagen
| Catania – Messina (172,0 km) |                    |                                    |          |
| Plaats                       | Naam               | Ploeg                              | Tijd     |
| 1                            | Arnaud Démare      | Groupama-FDJ                       | 4u03'56" |
| 2                            | Fernando Gaviria   | UAE Team Emirates                  | z.t.     |
| 3                            | Giacomo Nizzolo    | Israel-Premier Tech                | z.t.     |
| 4                            | Davide Ballerini   | Quick Step-Alpha Vinyl             | z.t.     |
| 5                            | Biniam Girmay      | Intermarché-Wanty-Gobert Matériaux | z.t.     |
| 6                            | Phil Bauhaus       | Bahrain Victorious                 | z.t.     |
| 7                            | Alberto Dainese    | Team DSM                           | z.t.     |
| 8                            | Natnael Tesfatsion | Drone Hopper-Androni Giocattoli    | z.t.     |
| 9                            | Edward Theuns      | Trek-Segafredo                     | z.t.     |
| 10                           | Simone Consonni    | Cofidis                            | z.t.     |
|                              |                    |                                    |          |
| 15                           | Pascal Eenkhoorn   | Team Jumbo-Visma                   | z.t.     |

| Algemeen klassement |                   |                                    |           |
| Plaats              | Naam              | Ploeg                              | Tijd      |
| Roze trui           | Juan Pedro López  | Trek-Segafredo                     | 18u21'03" |
| 2                   | Lennard Kämna     | BORA-hansgrohe                     | + 39"     |
| 3                   | Rein Taaramäe     | Intermarché-Wanty-Gobert Matériaux | + 58"     |
| 4                   | Simon Yates       | Team BikeExchange Jayco            | + 1'42"   |
| 5                   | Mauri Vansevenant | Quick Step-Alpha Vinyl             | + 1'47"   |
| 6                   | Wilco Kelderman   | BORA-hansgrohe                     | + 1'55"   |
| 7                   | João Almeida      | UAE Team Emirates                  | + 1'58    |
| 8                   | Peio Bilbao       | Bahrain Victorious                 | + 2'00"   |
| 9                   | Richie Porte      | INEOS Grenadiers                   | + 2'04"   |
| 10                  | Romain Bardet     | Team DSM                           | + 2'06"   |

## Opgaven
- Filippo Fiorelli (Bardiani-CSF-Faizanè): Opgave tijdens de etappe

1e etappe ·
2e etappe ·
3e etappe ·
4e etappe ·
5e etappe ·
6e etappe ·
7e etappe ·
8e etappe ·
9e etappe ·
10e etappe ·
11e etappe ·
12e etappe ·
13e etappe ·
14e etappe ·
15e etappe ·
16e etappe ·
17e etappe ·
18e etappe ·
19e etappe ·
20e etappe ·
21e etappe
Startlijst · Eindstanden · Afbeeldingen